# Moulinsart
El castillo de Moulinsart (traducido en español también como Mansión Pasador o Castillo del Molino) es un palacete o mansión ficticia situada en algún lugar de Europa Occidental, presumiblemente en Bélgica.
Es la residencia y casa de campo del capitán de la marina mercante y socialité Archibaldo Haddock en las historietas de Las aventuras de Tintín del dibujante y guionista de Bélgica, Hergé. La propiedad está inspirada en el Château de Cheverny de Francia.

## Localización
Situado en algún lugar probablemente de Valonia, en las aventuras de Tintín es, a partir de un determinado momento, la residencia habitual del protagonista, Tintín, su perro Milú, del capitán Haddock y del profesor Tornasol, además del mayordomo Néstor. Su residencia más característica está inspirada en el castillo de Cheverny, de la región francesa del Loira, aunque Hergé suprimió las alas laterales para darle una apariencia más modesta.

## Historia
Moulinsart aparece por primera vez en El secreto del Unicornio. En las ediciones de España aparece inicialmente como Castillo del Molino. Por entonces es la residencia de los hermanos Pájaro, una pareja de gánsteres anticuarios que se enfrentarán con Tintín y Haddock. Al término de la aventura se descubre que el castillo había pertenecido al caballero Francisco de Hadoque, quien lo había recibido como regalo de Luis XIV de Francia en premio a sus actividades corsarias. Este caballero es, casualmente, antepasado de Haddock y dueño del tesoro que Tintín y el capitán buscan a lo largo de toda la historia. Haddock adquiere entonces el castillo gracias a que el profesor Tornasol lo compra para él en retribución por haber permitido probar su submarino en forma de tiburón en la expedición al Unicornio. Además el capitán mantiene en su puesto al mayordomo Néstor.

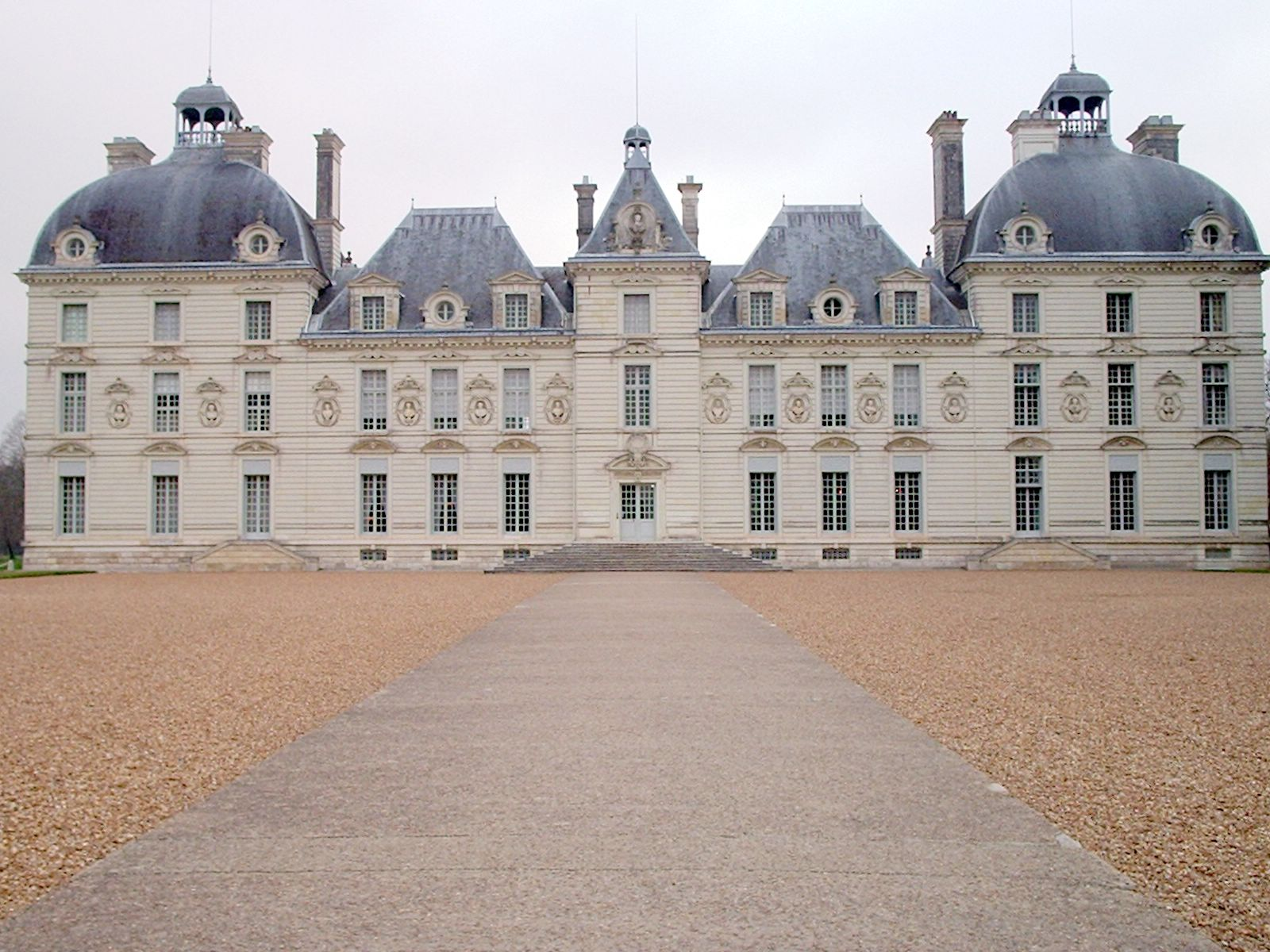
Château de Cheverny, en el que se basó el diseño del Castillo de Moulinsart.

Desde entonces, Moulinsart aparece en casi todas las aventuras de Tintín. La trama del cómic Las joyas de la Castafiore se desarrolla enteramente en el castillo y sus alrededores.
En el álbum que sigue cronológica y argumentalmente a El secreto del Unicornio y a El tesoro de Rackham el Rojo, Las 7 bolas de cristal, encontramos a Haddock convertido en un aristócrata, fascinado sin duda por su nueva casa, aunque poco a poco irá perdiendo los aires de nuevo rico. Tintín parece vivir aún en su modesto piso de la calle Labrador, 26 (en la edición española).
El pueblo cercano al castillo parece bien provisto: tiene una estación de tren, una lechería llamada Lactas; un marmolista, Isidore Boullu; una orquesta, La Armonía de Moulinsart, la carnicería Sanzot; un podador, Émile Vanneau, un vertedero municipal y un puesto de gendarmería.